# Condado de Abadeh
O município de Abadeh (em persa: شهرستان آباده) localiza-se na província de Fars, no Irã, tendo como sua capital a cidade homônima. Segundo o censo de 2011, sua população era de 98 188 habitantes, sendo o município mais populoso da região norte da província. O município tem um distrito, o distrito Central, e possui cinco cidades: Abadeh, Soghad, Bahman, Izadkhvast e Surmaq.